# NGC 3677
NGC 3677 est une vaste galaxie lenticulaire située dans la constellation de la Grande Ourse. NGC 3677 a été découverte par l'astronome britannique John Herschel en 1828.

## Caractéristiques
Sa vitesse par rapport au fond diffus cosmologique est de 7 680 ± 15 km/s, ce qui correspond à une distance de Hubble de 113,3 ± 7,9 Mpc (∼370 millions d'al).
NGC 3677 présente une large raie HI et c'est possiblement une galaxie du champ, c'est-à-dire qu'elle n'appartient pas à un amas ou un groupe et qu'elle est donc gravitationnellement isolée.
Selon la base de données Simbad, NGC 3677 est une galaxie LINER, c'est-à-dire une galaxie dont le noyau présente un spectre d'émission caractérisé par de larges raies d'atomes faiblement ionisés.

## Supernova
La découverte de la supernova SN 1999ew dans NGC 3677 a été reportée par M. Modjaz et W. Li (université de Californie à Berkeley) le 13 novembre 1999.
P. Garnavich, R. Kirshner et S. Jha (Harvard-Smithsonian Center for Astrophysics) et J. Tonry (Université d'Hawaï) ont réalisé le spectre de 1999ew dans la gamme de 550 à 800 nm avec le télescope Keck II le 14 novembre qui a confirmé le type II de cette supernova. Grâce aux données obtenues, ils ont pu déterminer que la vitesse d'expansion de la photosphère était alors de 11 500 km/s.